# Bomberman '93
Bomberman '93 (ボンバーマン'93?, Bonbāman Nintī Surī) è un videogioco rompicapo della serie Bomberman pubblicato per PC Engine l'11 dicembre 1992 in Giappone e nel 1993 nel Nord America.
Nel 2006 il gioco è stato ripubblicato sul servizio Virtual Console di Wii rendendolo disponibile per la prima volta anche in Europa e in Australia; inoltre è stata lasciata intatta la modalità multigiocatore come nella versione originale.
Nel dicembre 1993 uscì un sequel intitolato Bomberman '94.

## Trama
Black Bomberman ha attaccato la città, rubando i sette circuiti che fornivano l'elettricità necessaria alla vita di tutti i giorni disseminandoli su diversi pianeti. L'intero centro abitato si ferma e la gente vive nella paura, così spetta a White Bomberman salvare gli abitanti recuperando per loro i circuiti viaggiando attraverso i pianeti in cui li ha nascosti il suo arcirivale.

## Modalità di gioco
Lo stile di gioco mantiene intatta la struttura presentata nei precedenti titoli della serie. Il giocatore controlla Bomberman facendolo muovere in labirinti pieni di blocchi che dovrà distruggere piazzando delle bombe che esploderanno pochi secondi dopo al loro posizionamento, facendo attenzione a non rimanere vittima del proprio raggio d'azione ed eliminando i nemici presenti sul percorso. Inoltre se un'esplosione entra in contatto con un'altra bomba, quest'ultima esploderà a sua volta creando una catena. Questa formula viene impiegata sia nella modalità giocatore singolo che in quella multigiocatore.

### Giocatore singolo
La modalità giocatore singolo presenta sette mondi a tema che a loro volta contengono otto livelli. Ogni zona consiste nel dovere attraversare un labirinto pieno di blocchi e nemici facendosi strada eliminando gli uni e gli altri utilizzando le proprie bombe. Una volta che tutti i mostri saranno stati sconfitti si aprirà il portale per accedere al livello successivo. Possono essere raccolti anche dei potenziamenti, che si troveranno sotto ad alcuni blocchi che verranno distrutti, i quali potranno dare alcuni benefici come l'aumento del numero di ordigni e della potenza di fuoco assieme anche ad altre abilità molto utili come calciare i propri esplosivi. L'ottavo livello di ogni mondo presenta una battaglia contro un boss che dovrà essere sconfitto per passare al mondo successivo. Il gioco si differenzia dagli altri del franchise per via del fatto che ogni area è più interattiva nei confronti dell'utente, come ad esempio la presenza di alcuni nastri trasportatori o aree di teletrasporto che potranno agevolare la partita. Questa modalità fa uso di un sistema a password ed anche di uno di salvataggio, quest'ultimo limitato.

### Multigiocatore
La modalità multigiocatore permette una sfida tutti contro tutti fino a cinque giocatori in un deathmatch a tempo. Ogni giocatore deve raccogliere i potenziamenti in modo da portarsi in vantaggio ed eliminare gli altri cercando di essere l'unico a rimanere in vita. L'ultimo Bomberman rimasto sul campo si aggiudica il round.
A differenza della modalità giocatore singolo, alcuni blocchi potrebbero presentare dei teschi anziché dei potenziamenti, i quali una volta raccolti porteranno dei danni al personaggio controllato. Inoltre è possibile scegliere tra diversi livelli a tema differente che avranno al loro interno dei trabocchetti da sfruttare contro i propri avversari.
Nell'edizione per Virtual Console il numero massimo di persone che possono partecipare è di quattro tramite l'utilizzo dei Wii Remote, altrimenti per portarlo a cinque come nell'originale sarà necessario tenere premuto il tasto R con collegato un GameCube Controller all'avvio del gioco dal menu Wii.

## Accoglienza
I giudizi della critica furono quasi sempre molto buoni, inclusi voti complessivi del 92% di Game Power 15 e Computer+Videogiochi 24, e molti altri equivalenti a 80% o più.
Bomberman '93 fu premiato come il miglior gioco per PC Engine del 1993 da Electronic Gaming Monthly.
Anche in occasione della riedizione emulata su Wii i giudizi furono generalmente molto buoni.